# Johnny Herre
Jarl Johnny Herre, född 2 juni 1963 i Falun, är en svensk jurist med inriktning på civilrätt. Han var justitieråd i Högsta domstolen 2010–2023.
Herre avlade juris kandidatexamen 1988 vid Stockholms universitet och civilekonomexamen 1988 vid Handelshögskolan i Stockholm. Han disputerade vid Handelshögskolan 1996 på doktorsavhandlingen Ersättningar i köprätten - Särskilt om skadeståndsberäkning.
Herre var oavlönad docent i handelsrätt vid Handelshögskolan i Stockholm 1996–1999, blev tillförordnad professor vid dess rättsvetenskapliga institution 1999 och var prefekt för denna 1999–2003. Han var professor vid rättsvetenskapliga institutionen 1999–2010. 2009 offentliggjordes att Herre skulle lämna Handelshögskolan för en professur vid Stockholms universitet, en tjänst som han aldrig tillträdde. Den 21 januari 2010 utnämndes han till justitieråd i Högsta domstolen, han tillträdde tjänsten den 15 mars samma år.
Herre har skrivit flera böcker med civilrättslig inriktning och driver företaget LexMerc AB.
2008 tilldelades han utmärkelsen Teacher of the Year av Handelshögskolans i Stockholm studentkår.